# Dubovîi Hai, Prîlukî
Dubovîi Hai (în ucraineană Дубовий Гай) este o comună în raionul Prîlukî, regiunea Cernihiv, Ucraina, formată numai din satul de reședință.

## Demografie
Componența lingvistică a comunei Dubovîi Hai
     Ucraineană (97,35%)
     Rusă (1,38%)
     Română (1,04%)
Conform recensământului din 2001, majoritatea populației comunei Dubovîi Hai era vorbitoare de ucraineană (97,35%), existând în minoritate și vorbitori de rusă (1,38%) și română (1,04%).